# ابومهدی المهندس
جمال جعفر محمد علی آل ابراهیم (۱ ژوئیهٔ ۱۹۵۴ – ۳ ژانویهٔ ۲۰۲۰) مشهور به ابومهدی المهندس دبیرکل کتائب حزب‌الله، نایب رئیس حشد شعبی و از فرماندهان میدانی آن بود، که به همراه قاسم سلیمانی در حمله ۲۰۲۰ آمریکا به فرودگاه بین‌المللی بغداد کشته شد.
وی در فهرست تروریست‌های تأییدشدهٔ دولت آمریکا قرار داشت که دلیل آن، فعالیت‌های تروریستی در دهه ۱۹۸۰ در کویت و شورش در عراق بود. او از اعضای ارشد گروه کتائب حزب‌الله عراق محسوب می‌شد. وی پس از تشکیل حشد شعبی در کنار نیروی قدس سپاه پاسداران
می‌جنگید.

## زندگی‌نامه

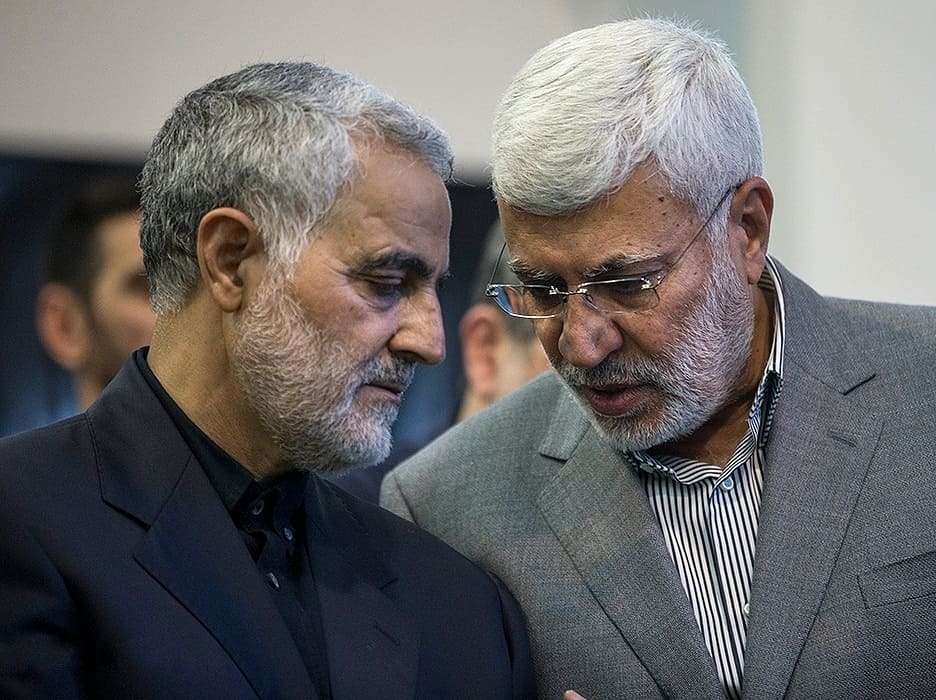
ابومهدی المهندس در کنار قاسم سلیمانی

جمال جعفر آل ابراهیم ملقب به ابومهدی المهندس متولد سال ۱۹۵۴ بصره از پدری عراقی و مادری ایرانی بود که تحصیلات خود را در رشته مهندسی مخابرات در سال ۱۹۷۷ به اتمام رساند و در همان سال به حزب الدعوه پیوست. زمانی که فعالیت حزب الدعوه از سوی صدام ممنوع شد به اهواز در ایران رفت و در یک کمپ، آموزش دید. او ایران را به سوی کویت ترک کرد و چند سال در منطقه جابریه کویت گذراند و در زمینه سیاسی و امنیتی علیه رژیم صدام فعالیت می‌کرد. او به خاطر برنامه‌ریزی بمب‌گذاری سفارت‌های آمریکا و فرانسه در کویت که باعث کشته شدن ۵ نفر شد، محکوم به اعدام شد، اما ساعتی پس از بمب‌گذاری به ایران رفت. او در سال ۲۰۰۳ با سرنگونی صدام حسین به عراق بازگشت و به عنوان مشاور امنیتی به اولین نخست‌وزیر عراق پس از حملهٔ آمریکا، ابراهیم جعفری، خدمت کرد. در سال ۲۰۰۵ در انتخابات پارلمانی به عنوان نمایندهٔ استان بابل انتخاب شد. در سال ۲۰۰۷ آمریکایی‌ها پیشینهٔ او را یافتند و زمانی که این موضوع را با نخست‌وزیر عراق، نوری مالکی، در میان گذاشتند، المهندس به ایران رفت. المهندس پس از خروج نظامیان آمریکایی به عراق بازگشت و پس از تشکیل بسیج مردمی عراق، معاون رئیس این نیروها شد.

## تحریم‌ها
- در ۱۲ سپتامبر ۲۰۱۸ بخش رسانه‌ای حشد شعبی عراق از بسته‌شدن حساب توییتر ابومهدی المهندس توسط مدیریت این شبکه اجتماعی خبر داد.[۵] توییتر با ادعای اینکه این حساب کاربری قوانین مربوط به توییتر را نقض کرده، اقدام به مسدود کردن آن کرده‌بود.[۶] هیئت رسانه‌ای حشد شعبی بستن حساب توییتر یک چهرهٔ دولتی عراق را که در چارچوب دولت این کشور فعالیت می‌کند، عجیب دانسته و آن را بخشی از جنگ علیه بسترهای رسانه‌ای خود دانست.[۵][۶]
- به گزارش شبکه خبری اسکای نیوز در نوامبر ۲۰۱۸ آمریکا ابومهدی المهندس معاون ریاست بسیج مردمی عراق را پس از متهم کردن به ارسال ۳ میلیارد دلار آمریکایی با نام خود به ایران، به لیست تحت تعقیب بین‌المللی خود اضافه کرده بود.[۷]

## مرگ
وی یکی از چهره‌های در مظان اتهام، بابت سازمان‌دهی حمله به سفارت ایالات متحده در عراق معرفی شد. او در سوم ژانویهٔ ۲۰۲۰ میلادی، در حمله پهپادی آمریکایی در فرودگاه بغداد به همراه قاسم سلیمانی کشته شد.